# نشان پهلوی
نشان پهلوی بالاترین نشان سلطنتی ایران در دوره پهلوی بود که در سال ۱۳۱۱ توسط رضاشاه در دو درجه ایجاد گردید. این نشان پس از انقلاب ۱۳۵۷ ایران منسوخ گردید.
نشان شامل یک گردنبند به شکل حلقه‌های آبی و طلایی، مدال، یک حمایل پهن به رنگ آبی با دو خط طلایی و یک ستاره که روی سینه نصب می‌شود است. نشان به شکل یک ضربدر است که چهار تاج در چهار طرف آن قرار گرفته. بین تاج‌ها نیز خط‌های آبی و طلایی قرار دارد. در مرکز مدال تصویری از کوه دماوند و خورشید تابانی در پشت آن نقش بسته است. ستاره نیز شبیه به مدال است. گفته می‌شود کوه دماوند نمادی از زادگاه رضاشاه و خورشید تابان نمادی از بنیان‌گذاری حکومت پهلوی است که چون خورشیدی از بلندای مرتفع‌ترین نقطه ایران بر این کشور پرتو افکنده است. این تصویر ذهنی در پشت اسکناس ده پهلوی رضاشاه بیشتر نمایان است. 

## دریافت کنندگان
- عبدالحلیم معظم شاه پادشاه مالزی
- عبدالله اول شاه اردن
- شاهزاده آیمون پادشاه کرواسی
- بودوئن پادشاه بلژیک
- بومیپول آدولیاده پادشاه تایلند
- فیصل یکم پادشاه عراق
- فیصل دوم پادشاه عراق
- فاروق یکم پادشاه مصر
- فردریک نهم دانمارک پادشاه دانمارک
- جرج ششم پادشاه انگلستان
- غازی اول پادشاه عراق
- گوستاو آدولف ششم سوئد پادشاه سوئد
- هایله سلاسی شاه حبشه
- حسن دوم مراکش پادشاه مراکش
- ملک حسین شاه اردن
- عیسی بن سلمان آل‌خلیفه امیر بحرین
- اسماعیل ناصرالدین شاه ترنگانو پادشاه مالزی
- یحیی خان رئیس جمهور پاکستان
- هاینریش لوبکه رئیس جمهور آلمان غربی
- ماهندرای نپال پادشاه نپال
- اسکندر میرزا رئیس جمهور پاکستان
- محمدرضا پهلوی شاه ایران
- اولاف پنجم نروژ پادشاه نروژ
- علی‌رضا پهلوی (یکم) شاهزاده ایران
- غلامرضا پهلوی شاهزاده ایران
- رضا پهلوی ولیعهد ایران
- قابوس بن سعید سلطان عمان
- محمد ظاهرشاه شاه افغانستان
- یوسیپ بروز تیتو رئیس جمهور یوگسلاوی
- سوهارتو رئیس جمهور اندونزی
- شارل دو گل رئیس جمهور فرانسه
- نیل آرمسترانگ فضانورد آمریکایی

## نگارخانه

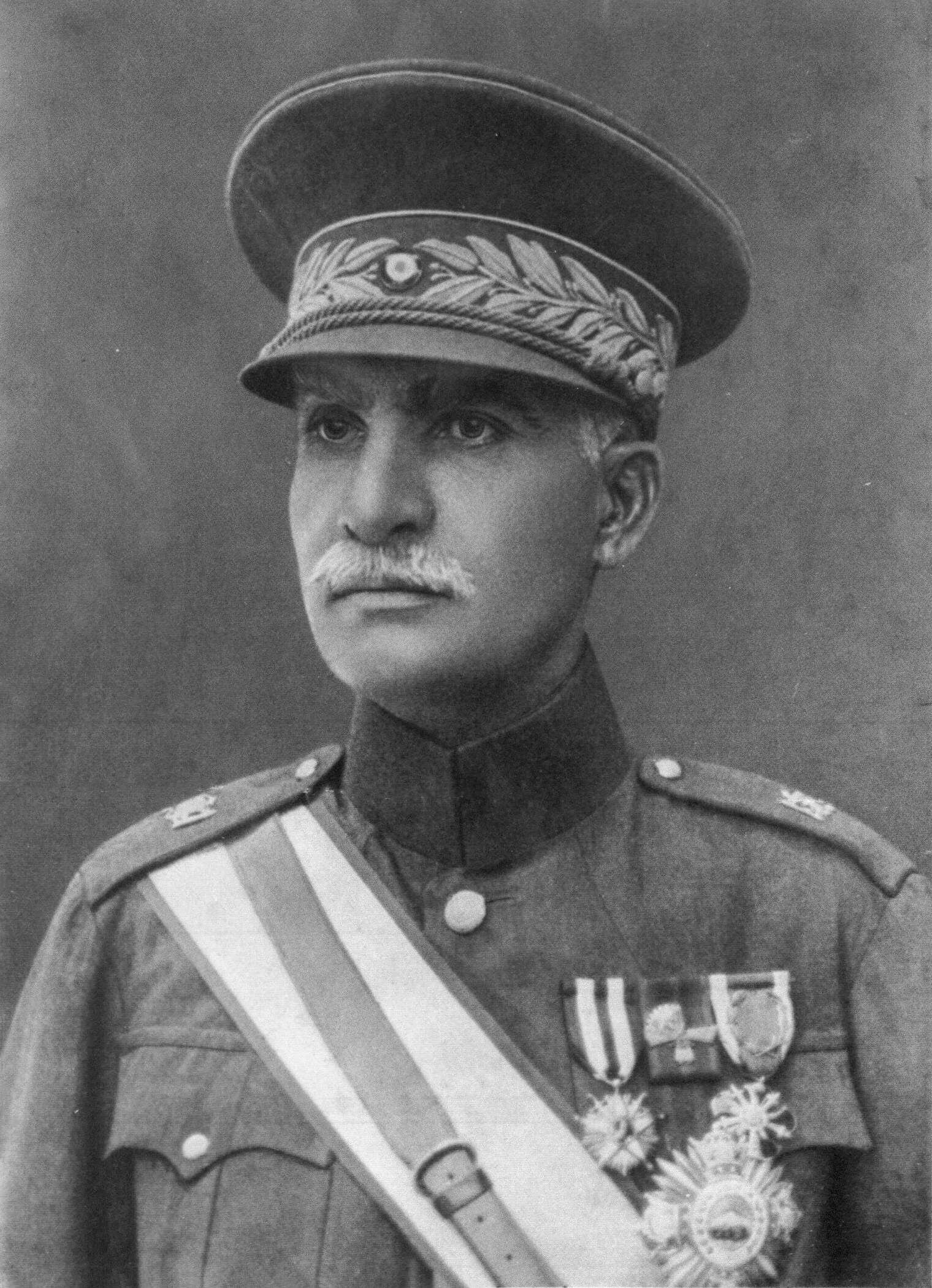
نشان پهلوی بر روی لباس فرم رضا شاه
محمدرضاشاه پهلوی همراه با نشان پهلوی
نمای زادگاه رضا شاه در پای کوه دماوند که خورشید تابان از پشت آن در حال طلوع است.
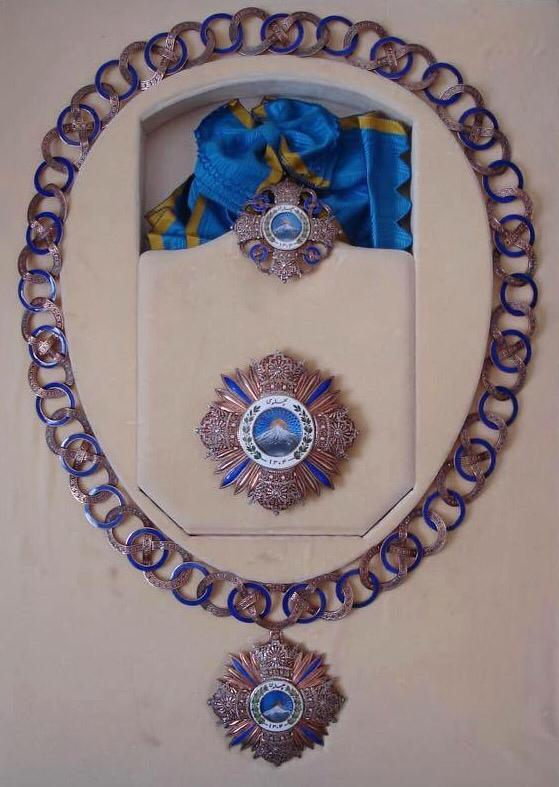
نوار و نشان پهلوی